# Festival du film péplum d'Arles
Le festival du film Péplum est une manifestation créée en 1987 par l’association Péplum d’Arles et son équipe de bénévoles, dans l'objectif de créer un festival de films sur le thème de l'Antiquité. Depuis 2007, Péplum s'inscrit dans le cadre du festival "Arelate, journées romaines d'Arles", axé sur la romanité, puisant son inspiration dans l'histoire de la ville d'Arles et de son héritage romain. 
Cette manifestation annuelle qui se tient chaque mois d’août au théâtre antique d’Arles propose à un public familial, sur grand écran et en plein air, des films du genre Peplum puisés aussi bien dans les trésors du cinéma muet que dans les films de série B du cinéma franco-italien des années 1950/60 ou dans les dernières grandes productions, telles que Gladiator, Troie et Alexandre.
Au cours du festival, les films sont introduits par un spécialiste du cinéma qui dévoile des anecdotes et les secrets du tournage. Chaque soirée est également agrémentée par des animations (pièces de théâtre, intervention de l'Empereur, combats de gladiateurs, musique antique, etc.) avant et après la projection. Une buvette traditionnelle avec des boissons antiques et un service de restauration se tient à la disposition des spectateurs dans un espace privilégié du théâtre antique.